# Tőzeg-zengőlégy
A tőzeg-zengőlégy (Sericomyia) a zengőlegyek (Syrphoidea) öregcsaládjában a névadó zengőlégyfélék (Syrphidae)család herelégyfélék (Eristalinae) alcsalád Sericomyiina alnemzetségének egyetlen neme.

## Származása, elterjedése
Fajai főleg az északi faunabirodalom holarktikus faunaterületén (Holarktisz) terjedtek el. A palearktikus faunatartományból (Palearktisz) 2017-ig kilenc faját írták le, közülük egyet Magyarországról is ismerünk.

## Megjelenése, felépítése
Közepes vagy annál kissé nagyobb zengőlégy. Potrohát fekete és sárga vagy sárgásfehér sávok, illetve foltok díszítik.
Csápsörtéje tollas, a szeme csupasz.

## Életmódja, élőhelye
Lárvája hosszú légcsövű pocikféreg, amely dús növényzetű mocsarakban, tőzeglápokban, víztározókban fejlődik.

## Rendszertani felosztása
Fajok, a teljesség igénye nélkül:
- Sericomyia arctica
- Sericomyia bequaerti
- Sericomyia bifasciata
- Sericomyia bombiformis
- sárgapántos tőzeg-zengőlégy (Sericomyia borealis)
- Sericomyia carolinensis
- Sericomyia chalcopyga
- Sericomyia chrysotoxoides
- Sericomyia completa
- Sericomyia dux
- Sericomyia fairmanorum
- Sericomyia flagrans
- Sericomyia harveyi
- Sericomyia hispanica
- Sericomyia jakutica
- Sericomyia khamensis
- Sericomyia lappona
- Sericomyia lata
- Sericomyia meyeri
- Sericomyia militaris
- Sericomyia nigra
- Sericomyia sachalinica
- Sericomyia sexfasciata
- Sericomyia silentis
- Sericomyia slossonae
- Sericomyia superbiens
- Sericomyia tolli
- Sericomyia transversa
- Sericomyia vockerothi
- Sericomyia volucellina
- Sericomyia woodi